# Cryptochetum buccatum
Cryptochetum buccatum is een vliegensoort uit de familie van de Cryptochetidae. De wetenschappelijke naam van de soort is voor het eerst geldig gepubliceerd in 1933 door Hendel.